# Sheng Shicai
Sheng Shicai (en chino tradicional, 盛世才; pinyin, Shèng Shìcái; Wade-Giles, Sheng Shih-ts'ai; 3 de diciembre de 1895-13 de julio de 1970) fue un señor de la guerra chino que gobernó Sinkiang de 1933 a 1944. El ascenso de Sheng al poder comenzó con un golpe de Estado en 1933 cuando fue nombrado duban (gobernador militar) de Sinkiang. La era soviética terminó en 1942, cuando Sheng se acercó al gobierno nacionalista chino, pero aún conservaba mucho poder sobre la provincia. Fue destituido de este cargo en 1944 y nombrado Ministro de Agricultura y Silvicultura. La creciente animosidad contra él llevó al gobierno a destituirlo nuevamente y nombrarlo para un puesto militar. Al final de la guerra civil china, Sheng huyó de China continental a Taiwán con el resto del Kuomintang.
Sheng Shicai era un chino Han nacido en Manchuria, educado en Tokio, Japón, donde estudió economía política y luego asistió a la Academia del Ejército Imperial Japonés. Habiéndose convertido en marxista en su juventud, Sheng participó en el antiimperialista Movimiento del Cuatro de Mayo en 1919. Participó en la Expedición del Norte, una campaña militar del Kuomintang contra el gobierno de Beiyang.
En 1929, fue llamado al servicio del gobernador de Sinkiang, Jin Shuren, donde se desempeñó como jefe de Estado Mayor del Ejército Fronterizo e Instructor Jefe en el Colegio Militar Provincial. Con la rebelión Kumul en curso, Jin fue derrocado mediante un golpe de Estado el 12 de abril de 1933 y Sheng fue nombrado duban o gobernador militar de Sinkiang. Desde entonces, lideró una lucha de poder contra sus rivales, de los cuales Ma Zhongying y Zhang Peiyuan fueron los más notables. Los primeros en ser destituidos fueron los líderes golpistas y por ellos nombraron gobernador civil Liu Wenlong en septiembre de 1933. Ma y Zhang fueron derrotados militarmente en junio de 1934 con la ayuda de la Unión Soviética, a quien Sheng invitó a intervenir, subordinándose a cambio a los soviéticos. Fue apodado el "rey de Sinkiang" durante su gobierno.
Como gobernante de Sinkiang, Sheng implementó sus políticas de inspiración soviética a través de su programa político de Seis Grandes Políticas, adoptado en diciembre de 1934. Su gobierno estuvo marcado por su política de nacionalidad que promovía la igualdad nacional y religiosa y la identidad de varias nacionalidades de Sinkiang. La provincia vivió un proceso de modernización, pero también la subordinación de los intereses económicos al favor soviético. Los soviéticos tenían el monopolio del comercio de Sinkiang y explotaban sus materiales raros y su petróleo. En 1937, en paralelo con la Gran Purga soviética, Sheng llevó a cabo una purga por su cuenta, ejecutando, torturando hasta la muerte y encarcelando a 100.000 personas, la mayoría de las cuales eran uigures.
Con los soviéticos distraídos por su guerra con Alemania, Sheng se acercó al gobierno chino en julio de 1942 y expulsó al personal técnico y militar soviético. Sin embargo, todavía mantuvo un poder efectivo sobre Sinkiang. Mientras tanto, los soviéticos lograron mantener a raya a los alemanes y los japoneses lanzaron una extensa ofensiva contra los chinos, lo que llevó a Sheng a intentar cambiar de bando nuevamente arrestando a los funcionarios del Kuomintang e invocando la intervención soviética por segunda vez en 1944. Los soviéticos ignoró la solicitud y el gobierno chino lo destituyó del cargo y lo nombró Ministro de Agricultura y Silvicultura en agosto de 1944.
Sheng ocupó el cargo ministerial en julio de 1945 y luego trabajó como asesor de Hu Zongnan y ocupó un puesto militar. Se unió al resto del Kuomintang en Taiwán después de la derrota en la guerra civil china en 1949. En Taiwán, Sheng vivió en un cómodo retiro y murió en Taipéi en 1970.